# منشقة معايرة الجرعة

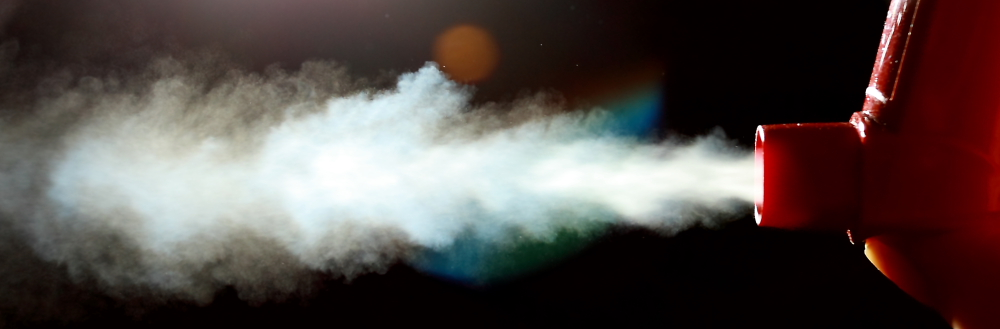
منشقة معايرة الجرعة

«منشقة معايرة الجرعة» (MDI) هي عبارة عن جهاز يقدم كمية معينة من الدواء للرئتين، في شكل تدفق قصير من الدواء الهوائي الذي عادة ما يتم إدارته بواسطة المريض عن طريق الاستنشاق. وهو النظام الأكثر استخدامًا لعلاج الربو ومرض الانسداد الرئوي المزمن (COPD) وأمراض الجهاز التنفسي الأخرى. ومن الادوية الأكثر شيوعًا في أجهزة الاستنشاق بالجرعات المقننة هي: موسع القصبات أو الكورتيكوستيرويد أو مزيج من الاثنين لعلاج الربو ومرض الانسداد الرئوي المزمن. الأدوية الأخرى الأقل شيوعًا ولكن التي يتم إدارتها أيضًا بواسطة MDI هي مثبتات الخلايا البدينة، مثلكروموقليكات أو نيدوكرومل.

## الوصف

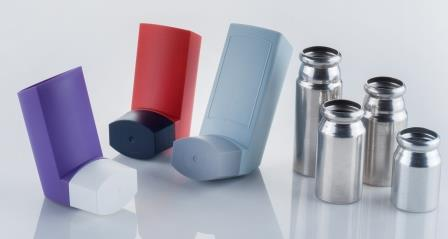
MDI canister and actuator components from H&T Presspart

يتكون جهاز الاستنشاق بالجرعات المقننة من ثلاثة مكونات رئيسية؛ العلبة التي يتم إنتاجها من الألمنيوم أو الفولاذ المقاوم للصدأ عن طريق السحب العميق، حيث توجد التركيبة؛ صمام القياس، والذي يسمح بتوزيع كمية مقاسة من التركيبة مع كل تشغيلة؛ ومُشغِّل (أو لسان حال الفم) يسمح للمريض بتشغيل الجهاز ويوجه الدواء إلى رئتي المريض., وتتكون التركيبة نفسها من الدواء، وهو دافع غاز مسال وفي كثير من الحالات، تثبيت سواغ. يحتوي المشغل على فوهة تصريف التزاوج ويتضمن عمومًا غطاءً للغبار لمنع التلوث.

## الروابط الخارجية
- UpToDate Patient Information: Metered dose inhaler techniques in adults
- Using a metered-dose inhaler with a spacer: techniques for children, illustrated
- Using a metered-dose inhaler without a spacer: techniques for children, illustrated